# عبيد الله مصطفى بارزاني

عبيد الله البارزاني في سبعينات القرن الماضي

عبيد الله مصطفى البارزاني هو سياسي كردي عراقي، والابن الأكبر للزعيم الكردي مصطفى البارزاني.
ولد عام 1927، وكان الساعد الأيمن لوالده، سجن في البصرة في الفترة من 1947 إلى 1955 بعد فشل تمرد قاده والده ضد الحكومة العراقية، ثم احتجز في بغداد للفترة من 1955 إلى 1958. أطلق سراحه بعد ثورة 14 تموز 1958.
انشق عن والده عام 1973، ودعم خطة الحكومة العراقية في إعلان منطقة الحكم الذاتي في شمال العراق.
انضم عبيد الله إلى الحزب الديمقراطي الكردستاني الجديد الذي أسسه هاشم عقراوي وعزيز عقراوي، عين بمنصب وزير دولة في الحكومة العراقية عام 1974 في فترة حكم الرئيس أحمد حسن البكر، واستمر في منصبه في الحكومة العراقية فترة حكم صدام حسين، لكنه أعدم أوائل الثمانينات.